# Материализованное представление
Материализо́ванное представле́ние — физический объект базы данных, содержащий результат выполнения запроса.
Материализованные представления позволяют многократно ускорить выполнение запросов, обращающихся к большому количеству (сотням тысяч или миллионам) записей, позволяя за секунды (и даже доли секунд) выполнять запросы к терабайтам данных. Это достигается за счет прозрачного использования заранее вычисленных итоговых данных и результатов соединений таблиц. Предварительно вычисленные итоговые данные обычно имеют очень небольшой объем по сравнению с исходными данными.
Целостность данных в материализованных представлениях поддерживается за счёт периодических синхронизаций или с использованием триггеров.
Впервые появились в СУБД Oracle. Также материализованные представления поддерживаются в PostgreSQL (начиная с версии 9.3) и в некоторых других СУБД.